# Кек (приток Онигмы)
Кек — ручей в России, протекает по территории Идельского сельского поселения Сегежского района Республики Карелии. Длина ручья — 11 км.
Ручей берёт начало из озера Верхнего Кекозера (Золотого) на высоте 120,6 м над уровнем моря.
Течёт преимущественно в северо-восточном направлении по заболоченной местности.
Ручей в общей сложности имеет восемь притоков суммарной длиной 22 км.
Втекает на высоте ниже 92,7 м над уровнем моря в реку Онигму, втекающую в Ондское водохранилище. Через Ондское водохранилище протекает река Онда, впадающая в Нижний Выг.
Населённые пункты на ручье отсутствуют.
Код объекта в государственном водном реестре — 02020001312202000006489.